# Юкставаскулярные клетки
Юкставаскулярные клетки, или клетки Гурмагтига, — это клетки почки, расположенные между плотным пятном и приносящей артериолой.

## Гистология
Клетки Гурмагтига относятся к специализированным мезангиальным клеткам. Они имеют длинные отростки, контактирующие с остальными клетками.

## Функции
Юкставаскулярные клетки вырабатывают фермент ангиотензиназу, обусловливающий инактивацию ангиотензина, следовательно, является антагонистом деятельности ренин-ангиотензиновой системы.
Отмечены случаи (например, при стрессе, повышенной физической нагрузке, а также при истощении длительно функционирующих юкстагломерулярных клеток), в которых клетки Гурмагтига утрачивают свою антагонистичность и синтезируют ренин.